# Biferno rosso riserva
Le biferno rosso riserva est un vin italien de la région Molise doté d'une appellation DOC depuis le 29 avril 1983. Seuls ont droit à la DOC les vins rouges récoltés à l'intérieur de l'aire de production définie par le décret.

## Aire de production
Les vignobles autorisés se situent en province de Campobasso dans les communes Campobasso, Campomarino, Colletorto, Mirabello Sannitico, Montenero di Bisaccia, Portocannone, Termoli, Rotello, San Giacomo degli Schiavoni et  Tufara. Les vignobles se situent sur des pentes sur une altitude de 550 – 600 m.
Le vin rouge du type riserva répond à un cahier des charges plus exigeant que le Biferno rosso, essentiellement en relation avec un vieillissement de 3 ans et d'un titre alcoolique plus élevé.

## Caractéristiques organoleptiques
- couleur : rouge rubis  plus ou moins intensif
- odeur : agréable, frais
- saveur : sèche, harmonieux, légèrement tannique

Le biferno rosso riserva se déguste à une température comprise entre 16 et 18 °C.

## Production
Province, saison, volume en hectolitres :